# Tameryraptor
Tameryraptor (“ ladrão da amada terra ") é um género extinto de grandes dinossauros terópodos carcarodontosáuridos da Formação Bahariya (Egipto) do Cretácico Superior (idade Cenomaniano ). Este género contém uma sozinha espécie, T. markgrafi, só conhecido por alguns ossos parciais do cráneo, vértebras e ossos das pernas. O espécimen holotipo, historicamente alocado ao género Carcharodontosaurus , foi destruído durante um bombardeio durante a Segunda Guerra Mundial em 1944. Tameryraptor é um dos únicos carcarodontosáuridos africanos que conserva restos craneales e poscraneales sócios.

## Descoberta

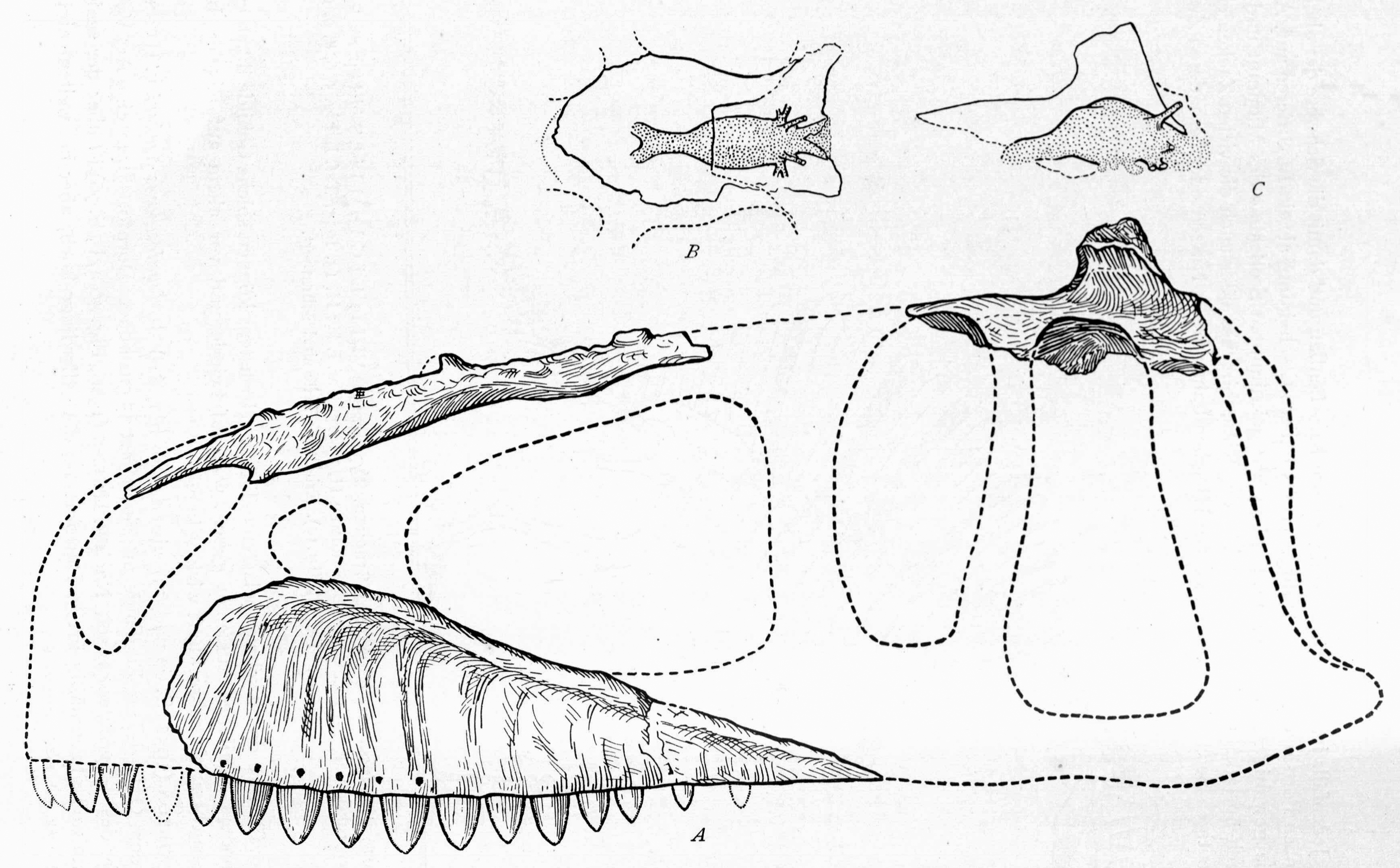
Reconstrução (agora obsoleta) de Stromer de um cráneo de Carcharodontosaurus saharicus usando o homónimo Tameryraptor

Richard Markgraf, um paleontólogo austro-húngaro, descobriu fósseis de terópodos em margas próximas a Ain Gedid, no Egito, em abril de 1914. Os sedimentos desta área são originada$os da Formação Cenomanian Bahariya, um dos diversos locais do Cretácico no norte da África.    Markgraf recopilou muitos esqueletos de dinossauros em Bahariya para seu empleador, o paleontólogo alemão Ernst Stromer, do Museu Paleontológico de Munich (Colecção Estatal de Paleontología de Baviera). Este esqueleto egípcio ( SNSB -BSPG 1922 x 46) constituído por um cráneo parcial, incluindo grande parte da caixa craneana, dentes, três vértebras cervicales e uma vértebra volume, uma pelvis parcial, uma falange ungueal, os dois fémures e o peroné esquerdo.
Devido às tensões políticas entre o Império Alemão e o Egito, sob domínio britânico, esta situação levou anos para chegar à Alemanha. Até 1922, os ossos não foram transferidos para Munich, local que Stromer descreveu em 1931.Stromer observou que os dentes deste animal se assemelhavam à dentición distintiva que Depéret e Savornin descreveram em 1925 para sua recém descoberta espécie "Megalosaurus saharicus". Creu imprescindível definir um novo género para esta espécie, denominado "Carcharodontosaurus". A Segunda Guerra Mundial desatou-se em 1939, causando a aniquilación do espécimen SNSB-BSPG 1922 X 46. Foi construído um endocast que resistiu ao conflito bélico, tornando-se o único vestígio remanescente do espécimen.
Kellermann, Custa e Rauhut, em 2025, apresentaram  Tameryraptor markgrafi como um novo gênero e espécie de terópodos carcarodontosáurios, fundamentados nesses restos fósseis. Como os fósseis foram destruídos, eles se basearam em uma fotografia de arquivo para descrevê-los. O nome genérico, Tameryraptor, combina Ta-mery, um nome informal do antigo Egipto para o país, que significa "terra amada", com a palavra latina "raptor", que significa "ladrão". O nome específico, "markgrafi", é uma homenagem a Richard Markgraf, o descobridor dos restos.

## Paleoecología
Durante o Cenomaniano do Cretácico tardio, o norte da África estava limitado pelo mar de Tetis, convertendo-se numa área costeira dominada por manglares, repleta de vastas marismas e rios. Tameryraptor habitou a Formação Bahariya, um ambiente de banhado, juntamente com Spinosaurus, também conhecido como Kem Kem. Houve um tempo em que se acreditava que a fauna das formações Bahariya e Kem Kem era semelhante. No entanto, aqueles que descreveram o Tameryraptor sugerem que comparações tão superficiais necessitam de uma análise mais detalhada. Os dinossauros abelisáurios atuais da Formação Bahariya também eram carnívoros terrestres e se nutriam de outras espécies da terra.